# Tillandsia kuntzeana
Tillandsia kuntzeana là một loài thuộc chi Tillandsia. Đây là loài đặc hữu của Bolivia.